# Cathédrale Sainte-Marie-la-Couronnée de Gibraltar
Pour les articles homonymes, voir Cathédrale Sainte-Marie.
La cathédrale Sainte-Marie-la-Couronnée de Gibraltar est une cathédrale catholique, située à Gibraltar. Elle est le siège du diocèse de Gibraltar. Elle fut élevée au rang de cathédrale en 1926.

## Historique
La cathédrale Sainte-Marie-la-Couronnée de Gibraltar a été construite pendant la période espagnole, mais a été transformée en mosquée pendant la domination musulmane de la péninsule Ibérique. Après la Reconquista, la mosquée fut démolie et une nouvelle église fut érigée dans un style néo-gothique. Ne fut gardée de son passé islamique que la cour de l'ancienne mosquée où l'on peut admirer les armoiries des Rois catholiques.
L'église Sainte-Marie-la-Couronnée fut la seule église à ne pas être saccagée par les troupes anglaises lors de l'occupation de la ville en 1704. Toutefois, lors du siège de Gibraltar entre 1779 et 1783 par les Espagnols et les Français, la cathédrale subit de nombreux dégâts si bien qu'un quart du bâtiment dut être démoli.
En 1790, le gouverneur de Gibraltar, sir Robert Boyd proposa de reconstruire la cathédrale en échange d'une partie du terrain sur lequel il se trouvait à l'origine, afin de réorganiser la route principale. La reconstruction eut finalement lieu en 1810 et la tour de l'horloge fut ajoutée en 1820. La cathédrale subit une restauration en 1931 et une nouvelle façade ouest est ajoutée pour remplacer la précédente.
En 1881, des dizaines d'arrestations ont eu lieu en la cathédrale. Le gouverneur a envoyé des policiers et des soldats soutenir Mgr Gonzalo Canilla, évêque de Gibraltar alors qu'il tentait de pénétrer dans son église, accaparé par un « comité d'aînés » autoproclamé qui avait annoncé prendre possession de l'église et avait installer son propre « grand prêtre » contre la volonté du gouverneur et de l'Église. Le 2 mars 1881, l'évêque Gonzallo Canilla ne put s’installer dans son église qu'après l'arrestation de ces hommes qui avaient pris possession de l'église.
Jusqu'au XIXe siècle, toute personne décédée à Gibraltar avait le droit d'être enterrée sous le plancher de la cathédrale. Les évêques sont enterrés dans une crypte sous la statue de Notre-Dame de l'Europe.

## Architecture et décoration
La cour et les palmiers sont des vestiges de l'orangeraie de la mosquée, tandis que les cloches et l'horloge ont été offertes par les Rois catholiques.